# Ерік Браден
Е́рік Браден (англ. Eric Braeden, при народженні Ганс-Йорґ Ґудеґаст, нім. Hans-Jörg Gudegast; *3 квітня 1941, Бреденбек, Німеччина) — німецько-американський актор кіно та телебачення.

## Вибрана фільмографія
- 1966-68: Пустельний патруль / The Rat Patrol (телесеріал)
- 1969: 100 гвинтівок / 100 Rifles
- 1969: Колосс: Проект Форбіна / Colossus: The Forbin Project
- 1971: Втеча з планети Мавп / Escape from the Planet of the Apes
- 1974: The Ultimate Thrill
- 1990: Швидка допомога / The Ambulance
- 1997: Титанік
- 2008: The Man Who Came Back

З 1980 і дотепер: Молоді та зухвалі / The Young and the Restless (телесеріал)